# Niurka Moreno
Niurka Moreno (12 de octubre de 1972) es una deportista cubana que compitió en judo. Ganó una medalla en los Juegos Panamericanos de 1991 y dos medallas en el Campeonato Panamericano de Judo, en los años 1990 y 1992.

## Palmarés internacional
| Juegos Panamericanos    | Juegos Panamericanos | Juegos Panamericanos | Juegos Panamericanos |
| Año                     | Lugar                | Medalla              | Categoría            |
| ----------------------- | -------------------- | -------------------- | -------------------- |
| 1991                    | La Habana (Cuba)     | Medalla de oro       | –72 kg               |
| Campeonato Panamericano |                      |                      |                      |
| Año                     | Lugar                | Medalla              | Categoría            |
| 1990                    | Caracas (Venezuela)  | Medalla de plata     | –72 kg               |
| 1992                    | Hamilton (Canadá)    | Medalla de oro       | –72 kg               |